# 石经

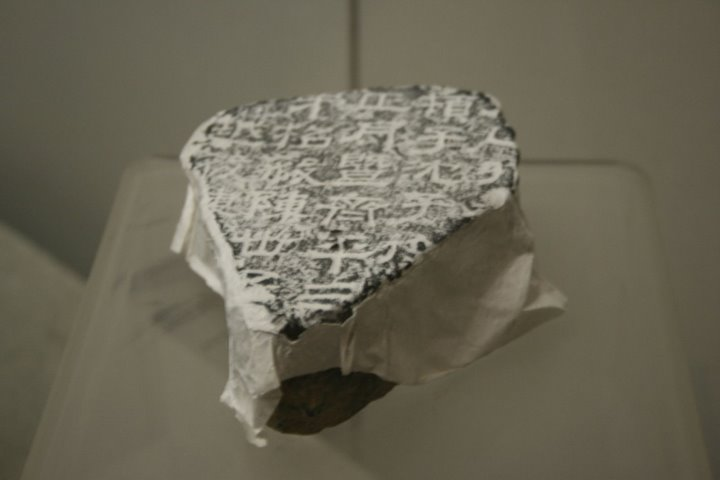
熹平石经残石

石经是中国古代朝廷刻在石碑上的儒家经典，作为经文的标准。传抄的经文与石经相比较，即可知正误。刻在石头上的佛经有时也称为石经。
东汉熹平四年至光和六年（175～183）刻《熹平石经》，立于洛阳太学门前，為中國歷史上最早的官定本儒家經書。三國時期魏政權正始二年（241年）有《三体石经》又称《正始石经》，刻有《尚书》、《春秋》和部分《左传》等经典文献。
天寶四年（745年），唐玄宗書寫有《石臺孝經》。唐文宗開成二年（837年）艾居晦、陳玠等又刻《周易》、《尚书》、《毛诗》、《周礼》、《仪礼》、《礼记》、《春秋左氏传》、《公羊传》、《穀梁傳》、《孝经》、《论语》、《尔雅》等十二種儒家經典立於長安國子監內，經文共刻於一百一十四座碑石上，史稱《開成石經》。《開成石經》是唐代所作標準楷書，北宋年間數次遷置《開成石經》，後來形成西安碑林。五代后蜀廣政年間都還有刻立石經之舉，例如《廣政石經》。《房山石經》收錄有《釋教最上乘秘密藏陀羅尼集》，共收錄724首咒語，是一部失傳的密教經典。
1929年河南洛阳故城大郊村发掘的《熹平石经》残石，大部分于1952年入藏西安碑林博物馆。上海博物馆，中国国家博物馆，洛阳博物馆，陕西历史博物馆，国立历史博物馆亦有部分收藏。
| 名称     | 名称                                   | 图片 | 時代                                                     | 場所 | 書体             | 備考   |
| -------- | -------------------------------------- | ---- | -------------------------------------------------------- | ---- | ---------------- | ------ |
| 熹平石经 | 一体石经;汉石经                        |      | 东汉 灵帝刘宏 熹平4年（175年） - 光和6年（183年）        | 洛陽 | 隸書             | 蔡邕   |
| 正始石经 | 三体石经；三字石经                     |      | 三国 魏 齐王曹芳 正始2年（241年）                        | 洛陽 | 古文・隷書・小篆 |        |
| 開成石經 | 唐石经                                 |      | 唐 文宗李昂 大和7年（833年） - 開成2年（837年）          | 長安 | 楷書             |        |
| 蜀石经   | 廣政石经                               |      | 五代十国 後蜀 后主孟昶 廣政14年（951年） - 21年（958年） | 成都 | 楷書             | 毋昭裔 |
| 北宋石经 | 二体石经・汴学石经・嘉祐石经；二字石经 |      | 北宋 仁宗赵祯 嘉祐元年（1056年） - 6年（1061年）         | 開封 | 楷書・小篆       |        |
| 南宋石经 | 宋高宗御書石经・紹興石经；南宋太学石经 |      | 南宋 高宗赵构 紹興13年（1143年）                         | 臨安 | 楷書             |        |
| 清石经   | 乾隆石经                               |      | 清 高宗爱新觉罗弘曆 乾隆 56年（1791年）                  | 北京 | 楷書             | 蒋衡   |

## 外部連結
- 中國大百科全書 - 石刻文獻 （页面存档备份，存于）
- 歷代石經辨證說【附日本山井鼎七經孟子考文辨證說】
- 石刻與經典研究 （页面存档备份，存于） (耿慧玲)